# Сельское поселение «Михайловское» (Забайкальский край)
Се́льское поселе́ние «Михайловское» — муниципальное образование в Нерчинско-Заводском районе Забайкальского края Российской Федерации.
Административный центр — село Михайловка.

## История
Статус и границы сельского поселения установлены Законом Читинской области от 19 мая 2004 года «Об установлении границ, наименований вновь образованных муниципальных образований и наделении их статусом сельского, городского поселения в Читинской области».

## Население
| 2010 | 2011 | 2012 | 2013 | 2014 | 2015 | 2016 |
| ---- | ---- | ---- | ---- | ---- | ---- | ---- |
| 753  | ↘752 | ↘720 | ↘709 | ↘681 | ↘670 | ↘656 |
| 2017 | 2018 | 2019 | 2020 | 2021 |      |      |
| ↘638 | ↘632 | ↘619 | ↘611 | ↘500 |      |      |

## Состав сельского поселения
| № | Населённый пункт     | Тип населённого пункта       | Население |
| - | -------------------- | ---------------------------- | --------- |
| 1 | Михайловка           | село, административный центр | ↘559      |
| 2 | Михайловский Участок | посёлок                      | ↘26       |